# Sesshin

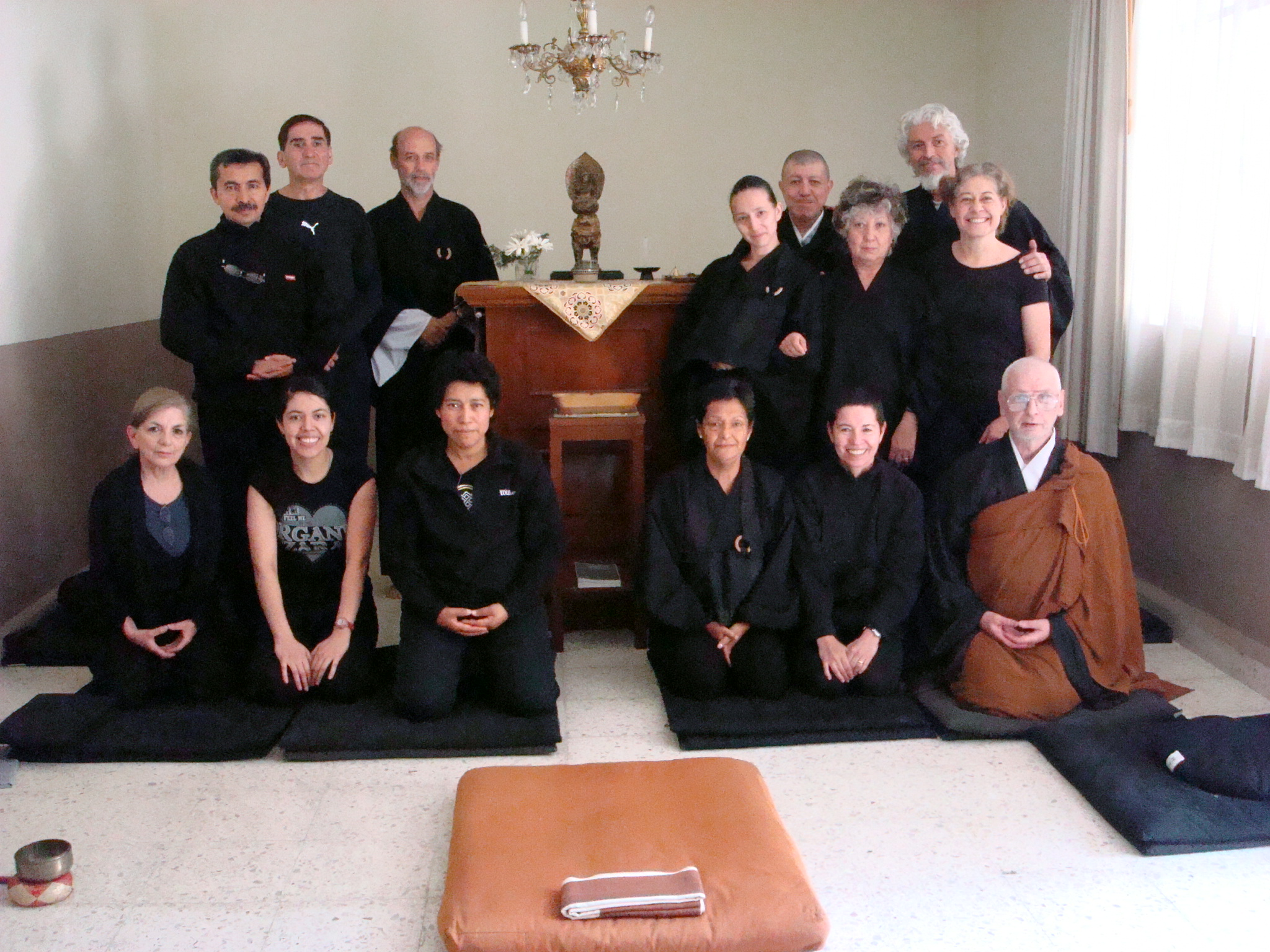
Sesshin Semana Santa 2012

Une sesshin (接心 / 摂心 / 攝心), littéralement « rassembler ou concentrer l'esprit » est une période intensive de méditation zazen dans un monastère zen, ou dans un lieu de retraite. Dans la pratique du zen en Occident, centrée sur zazen et le samu, on traduit également sesshin par l'expression « toucher l'esprit » ou « touching the mind », selon une autre traduction possible du mot — ou encore « toucher le cœur-esprit » (« touching the heart-mind »),.

## Étymologie, traduction, origine
Sesshin se compose de deux idéogrammes, dont le premier vient du verbe sessuru qui note la notion de contact, de communication intime, de rapprochement, et le deuxième représente le mot kokoro (ou shin) qui renvoie au cœur, à l'esprit, à l'âme. Philippe Cornu synthétise dans sa traduction les sens de shin, expliquant que sesshin signifie « recueillement  (jap. setsu) du cœur-esprit (shin) ». Sekkei Harada, abbé du temple de Hossin-ji et ancien président du bureau européen de l'école Sôtô, ajoute à l'idée de « concentrer ou unifier l'esprit », celle de « mettre l'esprit en ordre ».

### Origine
D.T. Suzuki avoue ignorer l'origine de la sesshin dans l'histoire du zen. Il relève qu'on n'en trouve pas trace dans les célèbres Pures règles de la pratique (« Hyakujô Shingi« » ») de Baizhang Huaihai (en) (719-814). Selon lui, cette pratique n'a pas commencé en Chine, mais au Japon, sans doute après Hakuin (1686-1769), soit plutôt tardivement. Il s'agit alors d'une semaine spécifique au cours de laquelle on pratique et étudie le zen de façon intensive.

## Principe
Au Japon, en contraste avec la vie quotidienne des moines zen qui partagent leur temps entre le travail (samu), repas et méditation (zazen), lors d'une  sesshin, ces mêmes moines se consacrent quasi exclusivement à la pratique de zazen. Durant la durée de la sesshin (souvent une semaine), les moines restent essentiellement dans le zendô. Chaque jour, ils reçoivent un enseignement sous forme d'une sorte de conférence (teisho) donnée par le maître, en général à propos d'un extrait de sutra ou d'un kôan. Cependant, le teisho se situe bien au-delà d'une simple transmission de connaissance. Étymologiquement, le terme se décompose en Ti, « tenir en main, brandir, manifester », et Tch'ang, « réciter ». Autrement dit, le teisho revivifie pour l'assemblée les paroles du vieux maître et il est bien plus qu'une simple explication ou un commentaire du texte. En fait, « [il s'agit d']un commentaire formel d'un maître zen sur un koan ou un texte zen. Dans son sens le plus strict, le teisho est non dualiste et se distingue donc d'un discours sur le Dharma, qui est une conférence sur un sujet bouddhiste. » Sont aussi prévus des temps pour des entretiens individuels (appelés dokusan, daisan, ou sanzen) avec le maître.
Les nombreuses périodes de méditation sont entrecoupées de courtes pauses et des temps pour les repas ; à cela s'ajoutent parfois quelques travaux réalisés dans le même esprit de pleine conscience. Le sommeil est réduit au minimum. Ainsi, dans un monastère comme celui d'Antai-ji, les zazen peuvent se faire par tranche de cinq heures, répétées trois fois, soit un total de quinze heures quotidiennes. Ces tranches sont elles-mêmes entrecoupées chaque heure par quinze minutes de méditation en marchant (kinhin).

### Pratique moderne
Dans la pratique contemporaine du bouddhisme au Japon et en Occident, les sesshin sont souvent suivies par des participants laïcs, et elles peuvent durer un, trois, cinq ou sept jours.
Les sesshin de sept jours ont lieu plusieurs fois par an dans beaucoup de temples et de centres zen. L'une des plus importantes est la sesshin de Rohatsu qui commémore l'éveil du Bouddha Gautama (anuttara samyak sambodhi).

## Une journée typique desesshin

### Activités quotidiennes
Un emploi du temps classique en Occident compte souvent quatre zazen par jour, chacun d'eux se divisant en deux périodes de 30 à 50 minutes chacune entrecoupées d'une dizaine de minutes de méditation marchée (kinhin). Le reste de la journée est rythmé par les repas, le samu (travaux et services pour le groupe et l'organisation, où l'on s'entraîne à conserver la même concentration qu'en zazen), avec un court temps de repos en début d'après-midi.
Les sesshin traditionnelles sont plus intensives, avec des méditations de 30–60 minutes, sans pause autre que les repas ni période de travail. Toutefois, en Occident cela concerne surtout la nuit de pratique qui a lieu en général en fin d'année. Du reste, il existe des différences sensibles d'une part entre chaque maître ou organisation, d'autre part entre les sesshin du zen sôtô (courant prédominant en Europe), et celles du zen rinzai. Durant la sesshin, l'un des zazen peut être suivi par un mondô, échange au cours duquel les pratiquants peuvent poser directement des questions au maître.

### Repas
Les repas du matin et de midi sont pris en silence dans le rituel formel de méditation de l'oryoki, et accompagnés de la récitation d'un sutra spécifique aux repas. Toutefois, au repas du soir, il n'y a pas de récitation de sutra. Cela s'explique par le fait que, traditionnellement, les moines bouddhistes ne prennent plus de nourriture solide à partir de la mi-journée. Dans les sesshin occidentales, les périodes de travail occupent deux ou trois heures par jour, habituellement pour le jardinage, la cuisine ou le ménage.

### Sommeil
Il est prévu 4 ou 5 heures de sommeil par nuit, mais fréquemment les participants d'une sesshin de 5 ou 7 jours passent une grande partie de l'avant-dernière nuit en zazen. Cette période  appelée yasa est appréciée comme moyen particulièrement efficace de méditer parce que la pensée et l'ego manquent d'énergie pour « dévier » la pratique. En Occident, le temps de sommeil est plus long. Les claquettes du soir qui invitent au silence et au repos sont en général vers 22h30 - 23h00 ; le réveil vers 6h00 ou 6h30. Mais là aussi, des différences notables existent suivant les maîtres ou les écoles.
On considère qu'il faut au moins les trois premiers jours de sesshin pour que le pratiquant puisse s'installer dans la  routine de la sesshin au point que l'esprit devienne assez calme pour aborder les types plus profonds de méditation et de samadhi.

## Aspects psychologiques
Quelques personnes peu familières avec le processus ont rapporté s'être trouvées désorientées et avoir craint des dommages psychologiques pendant une sesshin. Certains centres zen n'autorisent pas les novices à participer aux sesshin longues sans expérience préalable et sans surveillance de ceux qui dirigent la pratique. Une sesshin peut conduire à des expériences profondes d'éveil qui peuvent être quelque peu traumatiques, comme les « urgences spirituelles » ou le « syndrome de Kundalini ».
Bien que tout ceci puisse sembler inquiétant, les gens qui pratiquent régulièrement zazen n'ont habituellement pas de problème en sesshin. Une amplification de sensations peut se produire, certains participants ont indiqué que la nourriture avait un goût extraordinaire et que les couleurs étaient plus vives. Mais tous les maîtres zen ont toujours refusé et condamné les pouvoirs magiques. Une sesshin consiste à revenir à l'esprit « normal » ; c'est un entraînement à la vie ordinaire où l'on pratique l'abandon du corps et de l'esprit, et donc de l'égo, et où l'on revient au présent, en laissant passer les pensées et les sensations, sans se les approprier. On sort  normalement d'une sesshin l'esprit alerte, vif et calme, quoique la confrontation entre l'égo et l'ordre cosmique puisse s'avérer parfois déstabilisante ou douloureuse. Une sesshin étant une période de pratique intensive, elle est déconseillée aux personnes souffrant de graves problèmes psychiatriques. La posture de zazen est elle-même une posture de râjâ-yoga (le Bouddha était un yogi) et agit profondément et positivement sur le corps, notamment sur la pression artérielle, les fonctions endocrines ou encore la répartition du flux sanguin dans le cerveau.